# Eugene Davis (futbolista)
Eugene "Pooch" Davis (17 de octubre de 1953 – 14 de junio de 2024) fue un futbolista irlandés que jugó para varios clubes, siendo el más notable Athlone Town, con el cual ganó el título de la Liga de Irlanda en 1981.

## Carrera
Davis comenzó su carrera futbolística con el equipo local St Joseph's en Sallynoggin, jugando desde la categoría sub-12 hasta el equipo juvenil del club. Fue fichado por el equipo de la Liga de Irlanda Shamrock Rovers bajo la dirección de Liam Tuohy en 1972. Marcó su primer gol para The Hoops en el Escudo de la Liga de Irlanda, pero una disputa salarial sobre bonos para la Copa de la Liga de Irlanda en agosto de 1974 resultó en que Davis se uniera a Athlone Town después de ser liberado por los Rovers.
Fue un goleador regular para Athlone durante las siguientes seis temporadas, anotando un total de 49 goles en liga entre 1974 y 1980. Davis fue el máximo goleador de la liga con 23 goles durante la temporada 1980-81, en la que Athlone ganó la Liga de Irlanda. Marcó dos veces contra Vålerenga Fotball en la Copa de la UEFA 1975-76 para avanzar a jugar contra el AC Milan.
Davis se trasladó al St Patrick's Athletic en 1982, anotando 13 goles en liga en su temporada de debut. Un período de tres meses con UCD fue seguido por un período de 18 meses con Bohemians. Davis puso fin a su carrera con Bray Wanderers en 1989, anotando 19 goles en 66 apariciones totales.
Davis anotó un total de 130 goles en la Liga de Irlanda.

## Carrera internacional
Compañero de equipo de Liam Brady, los goles de Davis contra Islandia ayudaron a Irlanda a clasificar para el Campeonato de Europa Sub-18 de la UEFA 1972, donde jugaron contra Inglaterra, Yugoslavia y Bélgica.

## Fallecimiento
Davis falleció el 14 de junio de 2024, a la edad de 70 años.

## Honores

### Athlone Town
- Premier Division de la Liga de Irlanda: 1980-81
- Copa de la Liga de Irlanda: 1979-80, 1981-82

- Copa Tyler: 1979-80